# Hornos de Moncalvillo
Hornos de Moncalvillo es un municipio de la comunidad autónoma de La Rioja (España). Se encuentra situado en el valle occidental del Iregua. 

## Historia
Las primeras referencias a la localidad aparecen en el siglo XI, en el testamento de la reina Estefanía, viuda del rey García Sánchez III de Pamplona, en favor de su hija Jimena. La localidad fue incluida en el señorío de Cameros que Enrique de Trastámara entregó a Juan Ramírez de Arellano, a cambio de sus servicios en la guerra contra Pedro I el Cruel, en 1366. Más adelante pasó a pertenecer a los duques de Nájera.
En 1790 Hornos de Moncalvillo fue uno de los municipios fundadores de la Real Sociedad Económica de La Rioja, la cual era una de las sociedades de amigos del país fundadas en el siglo XVIII conforme a los ideales de la ilustración.

## Geografía humana

### Demografía
Cuenta con una población de 98 habitantes (INE 2024).
| Gráfica de evolución demográfica de Hornos de Moncalvillo entre 1842 y 2021 |
| |
| Población de derecho según los censos de población del INE Población de hecho según los censos de población del INEEn estos censos se denominaba Hornos: 1842, 1857, 1860, 1877, 1887, 1897, 1900 y 1910 |

## Administración
| Periodo   | Nombre                    | Partido |
| --------- | ------------------------- | ------- |
| 1979-1983 | Gerardo Ortigosa Mayoral  | UCD     |
| 1983-1987 | Antonio Mayoral Cerrolaza | AP      |
| 1987-1991 | Antonio Mayoral Cerrolaza | PSOE    |
| 1991-1995 | Antonio Mayoral Cerrolaza | PSOE    |
| 1995-1999 | Antonio Mayoral Cerrolaza | PSOE    |
| 1999-2003 | Antonio Mayoral Cerrolaza | PSOE    |
| 2003-2007 | Antonio Mayoral Cerrolaza | PSOE    |
| 2007-2011 | Antonio Mayoral Cerrolaza | PSOE    |
| 2011-2015 | Antonio Mayoral Cerrolaza | PSOE    |
| 2015-2019 | Antonio Mayoral Cerrolaza | PSOE    |
| 2019-2023 | Antonio Mayoral Cerrolaza | PSOE    |
| 2023-act. | Antonio Mayoral Cerrolaza | PSOE    |

## Patrimonio
- Iglesia de la Asunción. Construida entre el siglo XVI y XVII en sillería y ladrillo, consta de una nave de dos tramos.
- Ermita del Cristo. Situada en la carretera que conduce a Daroca de Rioja, a unos 20 km de Logroño. Es un edificio de construcción reciente sobre los restos de una ermita anterior.

## Fiestas
- 25 de abril. San Marcos
- 15 de mayo. San Isidro Labrador
- Primer fin de semana de septiembre. San Cristóbal

## Personajes
- Vicente Horcos Sanmartín. Obispo de Osma. Nació en Hornos de Moncalvillo (La Rioja) el 5 de abril de 1807 y tomó el hábito benedictino en el monasterio de San Pedro de Arlanza el 27 de diciembre de 1824, tras estudiar humanidades en el monasterio de Nájera. Estudió filosofía en Ribas de Sil y teología en San Vicente de Oviedo y Eslonza. Fue ordenado sacerdote en 1831 y al año siguiente fue nombrado predicador y prior de San Martín de Madrid. Después de la exclaustración de 1835 pasó a residir en su pueblo natal hasta que en 1844 fue nombrado ecónomo de la parroquial madrileña de San Marcos y examinador sinodal del arzobispado de Toledo. Fue presentado por Isabel II para la sede de Osma; preconizado el 27 de septiembre de 1852; consagrado en San Marcos el 30 de enero de 1853 y tomó posesión de su diócesis de Osma el 7 de julio del mismo año. En 1855 fue desterrado a Tenerife por haber elevado al Gobierno de la Nación una Exposición en protesta por la exclaustración general de los religiosos. Publicó los Estatutos para la dirección del Seminario Conciliar de Osma (Soria 1859) y murió el 13 de enero de 1861, dejando manuscritos dos gruesos tomos de sermones. La Real Academia de la Historia le había nombrado su correspondiente el 28 de abril de 1854.[5]